# Cetule
Cetule (německy Zetule) je malá vesnice, část obce Bratřice v okrese Pelhřimov. Nachází se asi 1,5 km na jihovýchod od Bratřic. V roce 2009 zde bylo evidováno 32 adres. V roce 2001 zde trvale žilo 14 obyvatel.
Cetule leží v katastrálním území Bratřice o výměře 10,35 km2.

## Historie
První písemná zmínka o obci pochází z roku 1620.

## Galerie

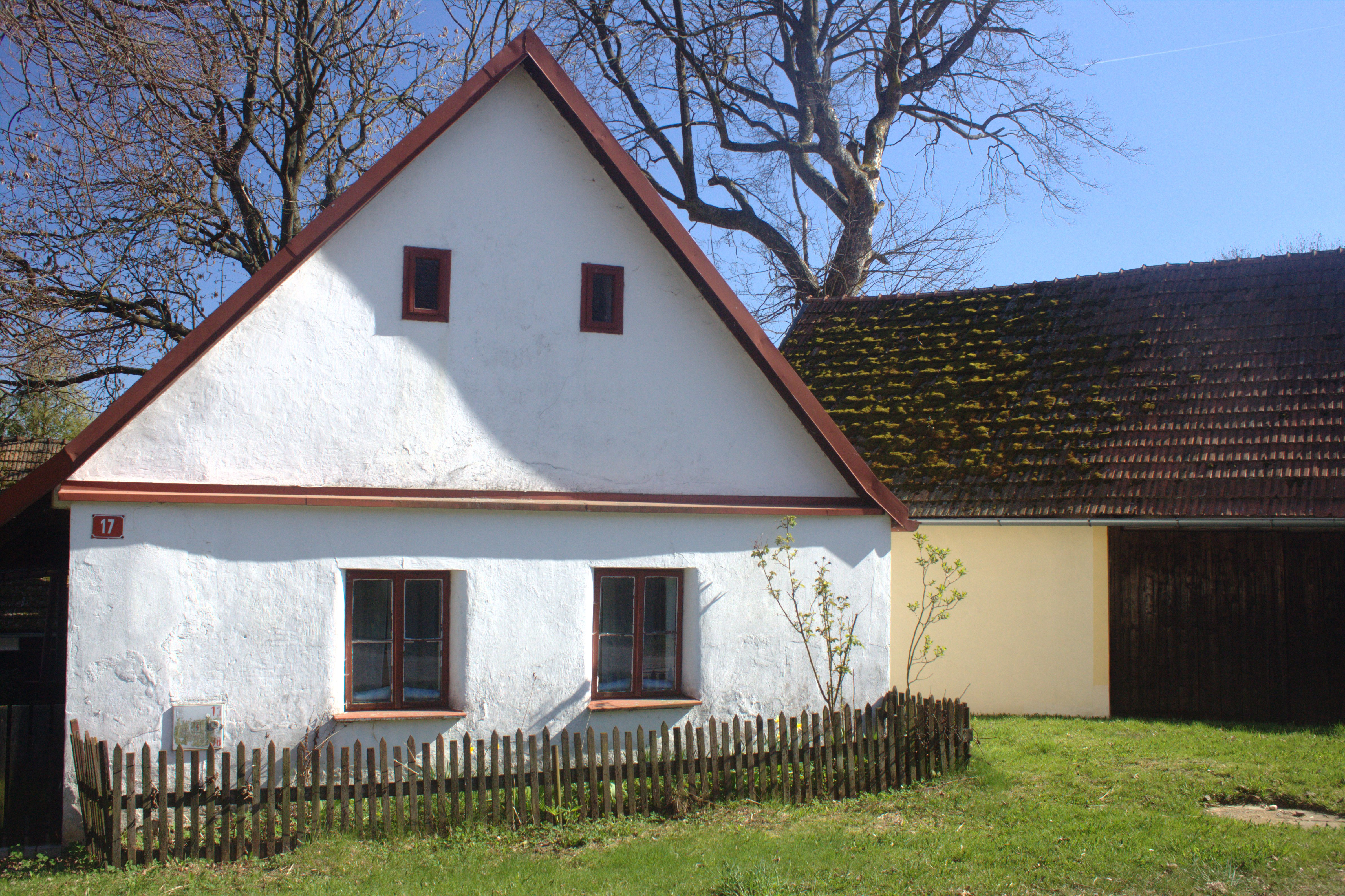
Průčelí domu
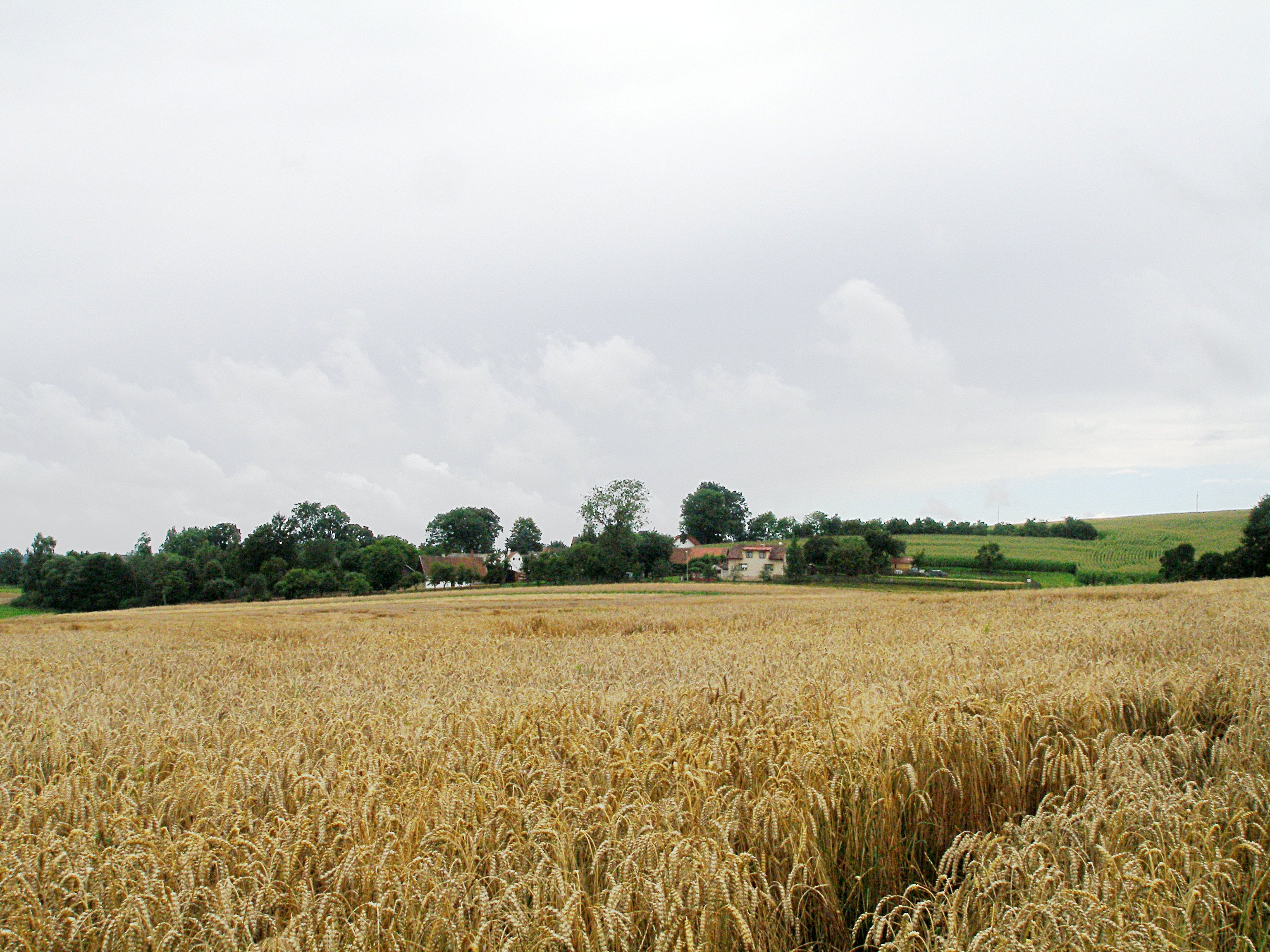
Pohled z dáli
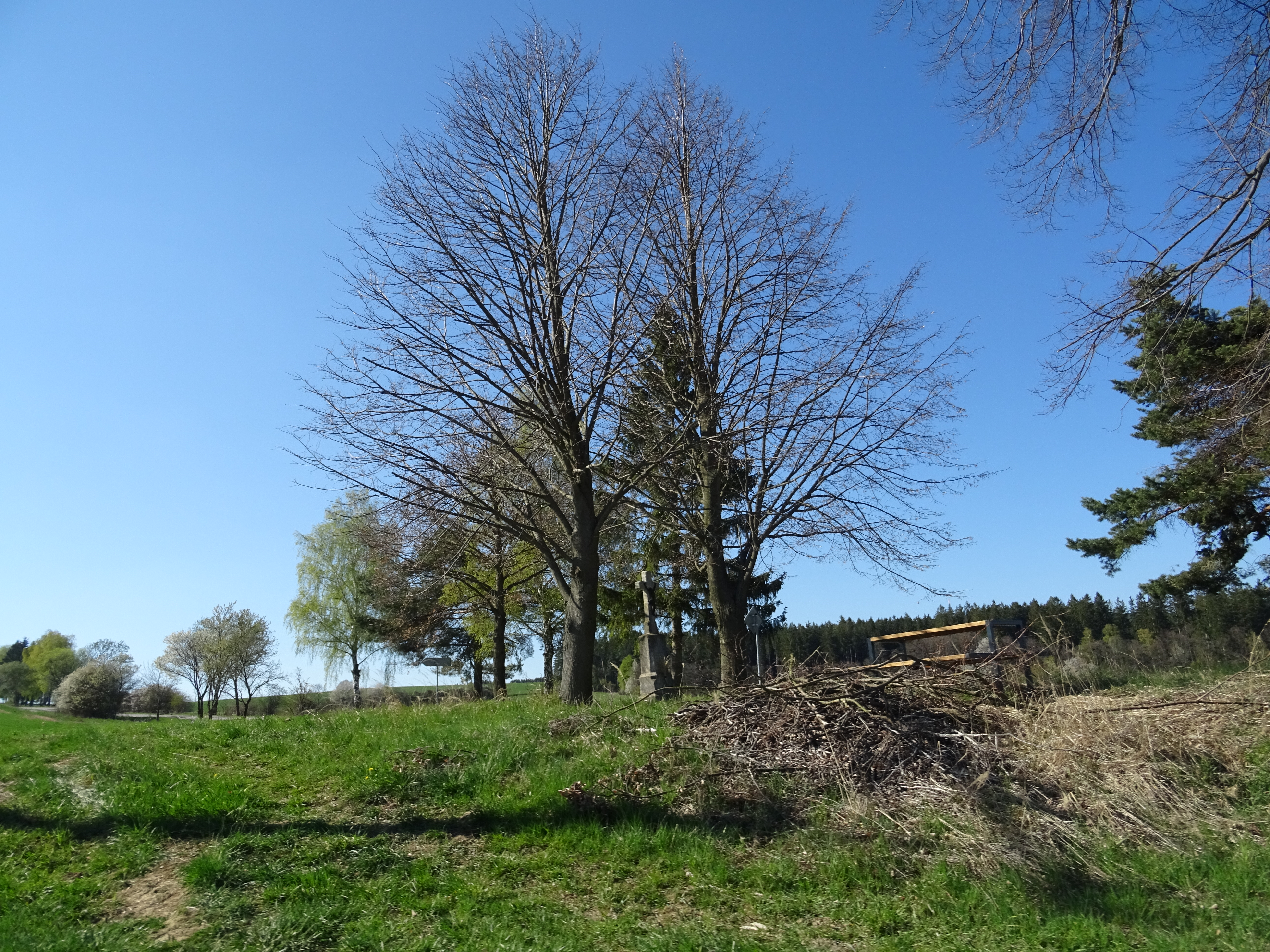
Křížek